# (2801) Huygens
(2801) Huygens es un asteroide que forma parte del cinturón de asteroides y fue descubierto por Hendrik van Gent desde la Estación meridional de Leiden, en Johannesburgo, República Sudafricana, el 28 de septiembre de 1935.

## Designación y nombre
Huygens fue designado al principio como 1935 SU1.
Posteriormente, en 1991, se nombró en honor del astrónomo neerlandés Christian Huygens (1629-1695).

## Características orbitales
Huygens está situado a una distancia media de 2,8 ua del Sol, pudiendo alejarse hasta 3,289 ua y acercarse hasta 2,312 ua. Su excentricidad es 0,1744 y la inclinación orbital 9,566 grados. Emplea en completar una órbita alrededor del Sol 1712 días.

## Características físicas
La magnitud absoluta de Huygens es 11,7. Está asignado al tipo espectral S de la clasificación SMASSII.